# Corinna alticeps
Corinna alticeps là một loài nhện trong họ Corinnidae.
Loài này thuộc chi Corinna. Corinna alticeps được Eugen von Keyserling miêu tả năm 1891.